# Zyxiphora gorakhpurensis
Zyxiphora gorakhpurensis är en svampart som beskrevs av B. Sutton 1981. Zyxiphora gorakhpurensis ingår i släktet Zyxiphora, divisionen sporsäcksvampar och riket svampar.   Inga underarter finns listade i Catalogue of Life.